# L-gruppe
L-grupperne er en betegnelse for "likviderings-grupperne" under 2. verdenskrig/besættelsen, som havde til formål at likvidere – deraf navnet – danske stikkere, tysker-håndlangere eller danskere i tysk tjeneste. Fx officerer eller Gestapo-folk der udgjorde en stor fare for modstandsgruppernes arbejde mod den tyske besættelsesmagt. L-grupperne i Jylland kaldes "De jyske L-grupper". 
Mens andre modstandsgrupper udførte sabotage og sprængninger, blev L-grupperne stort set kun brugt til likvideringer, og oftest var de bestilt fra en højere enhed i det danske bagland, typisk fra den jyske modstandsleder, Niels Aage Nielsen ("Fessor"). L-grupperne rejste rundt i hele Jylland for at foretage likvideringerne.

## Historie

### Oprettelsen
Hans Krarup Andreasen fra Silkeborg startede L-grupperne i begyndelsen af besættelsen i 1940. I begyndelsen arbejdede han på egen hånd, men i løbet af de næste par år blev hans brødre, Niels og Ulrik, også aktive i arbejdet, som primært bestod af jernbanesprængninger. 
I foråret 1944 fik Hans Krarup kontakt til det århusianske modstandsmiljøs to  politibetjente, Einar Sørensen ("Leif") og Henrik Platou ("Knud"), som allerede havde erfaring med våben, og som i januar 1944 havde skudt stikkeren Karl Vilhelm Gustav Jeger på Åboulevarden i Århus.

### Gruppen deles i to
I løbet af efteråret 1944 blev gruppen delt i 2, efter forslag fra Einar Sørensen, så den ene L-gruppe fik base i Ålborg og skulle dække aktioner i Midtjylland, og det sydjyske. 
Den anden L-gruppe i Århus skulle dække hele det nordlige Jylland. 
Sørensen fik en lederrolle for Århus-basen, og Platou overtog ledelsen af Ålborg-basen. Herefter skulle de hver især samle pålidelige folk i deres områder. 
Hans Krarup og Svend Ulrich Pedersen ("Kjeld") kom med i Platous gruppe i nord sammen med Platous gamle politikollega fra Århus Vagn Nørlund Christensen, der kom med efter en samtale i toget mod Horsens.
Platou skulle have sagt noget a la: "Du skal ikke regne med, at nogen af os overlever krigen ... Så du skal ikke svare i dag". En uge senere havde Vagn Nørlund taget sin beslutning og var med.

### L-gruppe Nords tragedie
Den 27. januar 1945 blev Ulrich Pedersen skudt af Gestapo på sin 22-års fødselsdag. Inden havde han selv nået at skyde to Gestapo-folk, og deres kammeraterne blev så rasende, at de tog Ulrich Pedersens lig med ud i en nærliggende skov, hvor de sprængte hovedet af ham ved at anbringe en håndgranat i munden på ham.
En måned senere den 21. februar blev Platou anholdt af Gestapo efter et mislykket likvideringsforsøg den 14., hvor han havde forsøgt at likvidere stikkeren Franz Toft. Pistolen havde fejlet, og Platou flygtede, men blev såret af skud i ryggen under flugten. Han fik hjælp på den nærmeste Falck-station og han opholdt sig de følgende dage i en villa til Gestapo-razziaen den 21. Platou blev henrettet af tyskerne i marts samme år.
Samme aften som Platou blev anholdt, 21. februar, var Nørlund og Krarup gået til ro på hver deres loftværelse på Ny Kærvej, hvor de havde deres skjulested, efter at de sammen havde gennemført en likvidering tidligere på eftermiddagen. Natten til den 22 februar ankom Gestapo til loftsgangen for at anholde de to modstandsfolk. Nørlund undgik tyskernes greb, fordi han boede i husets pulterkammer, hvilket husets værtinde gjorde klart for tyskerne. Tyskerne gik videre, og imens prøvede Krarup at flygte ud af tagvinduet – men gaden var besat af tyske soldater, så Krarup tog sin pistol og affyrede en serie skud mod Gestapo-folkene på den anden side af den lukkede dør. Pistolens sidste kugle brugte han på sig selv, og skuddet var dræbende. Det lykkedes Nørlund at flygte senere på natten, da han kravlede ud af sit tagvindue og endte hos underboen i lejligheden. Nørlund overlevede krigen.

### L-gruppe Syd
Bl.a. Sigurd Vestergaard Christensen ("Ole"), Jørgen Christian Jensen ("H.C."), den uddannede SOE-agent Kjeld Toft-Christensen ("Dahl") og Carl Johan Nielsen ("Johan med røven") blev en del af Einar Sørensens L-gruppe, som kom til at fungere i Midt- og Sydjylland. 
Efter L-gruppe Nords tragedie blev den undslupne Nørlund sendt til Vejle sammen med kriminalbetjent Svend Middelboe Jensen, for at danne en ny L-gruppe, som kun skulle fungere i det sydlige Jylland. Kort efter begyndte de deres første likvideringer i Fredericia. 

### Efter befrielsen
Flere af L-gruppernes medlemmer døde i månederne efter krigen, enten ved ulykker eller selvmord.
- Den 3. maj, 1945 var Jørgen "H.C." Jensen blevet såret under en likvideringsaktion, og døde den 8. maj på hospitalet i Hammel.

- I løbet af befrielsessommeren, var Sigurd Vestergaard Christensen ("Ole") blevet dræbt i en bilulykke i Holstebro.

- I september 1945 var Einar Sørensen blev genansat i politiet – nu i København – og den 20. september ud for Frederiksdal, holdt han ind til siden i sin patrujevogn, hvorefter han skød sig selv i hovedet med sit tjenestevåben. Især Sørensen var hårdt ramt af, at alle kammeraterne faldt omkring ham, ikke mindst Platou, og at Folketingsmedlem Hartvig Frisch i august havde udtalt i radioen, at modstandsfolkenes likvideringer var almindelige mord.

- SOE-agenten, Kjeld Toft-Christensen skød sig den 27. september 1945.

## Ofre for L-gruppernes aktioner

### 1944
- Århus, 18. januar: Kioskejer, Karl Vilhelm Gustav Jeger (skudt)
- Århus, 12. august: Kriminalassistent, Peder Ole Pedersen Sandhøj (skudt)
- Silkeborg, 29. august: Teglværksformand, Gunnar Siim (skudt)
- Skanderborg, 13. september: Automobilforhandler, Svend Aage Næsted Nielsen (dræbt med brevbombe)
- Ålborg, 5. oktober: Kørelærer Ernst Laurits Mikkelsen (skudt)
- Randers, 18. oktober: Restauratør Landry Arnfeldt Nielsen (skudt)
- Silkeborg, 6. november: Lærer, Svend Meulengracht Larsen (skudt)
- Århus, 13. november: Schalburgkorpset-leder Olaf Sørensen Schmidt (skudt)
- Århus, 15. december: Jura-studerende, Johannes Marinus Foged Jørgensen (skudt)
- Århus, 31. december: Arbejdsmand Niels Egon Bekker Christensen (skudt)

### 1945
- Århus, 14. januar: Købmand, Søren Rasmussen Skaade (skudt)
- Århus, 8. februar: Schalburg-medlem, Christian Dahl (skudt)
- (by?), 21. februar: Oscar Willi Baggersgaard (skudt)
- Århus, 28. marts: Preben Arne Bisp (Skudt i nærkamp, under aktion)
- Århus, 28. marts: Byvagt, Knud Ørskou (Tilfældigvis fundet, efter ovenstående aktion – herefter bortført, og skudt)
- Vejle, 29. april: Ursula Warthoe (skudt)
- Århus, 29. april: Gestapo-tolk, Olaf Christian Quist + 3 Gestapo-folk (skudt)
- Vejle, 1. maj: Maskinarbejder Jørgen Hvid (skudt)